# Carlo Tavecchio
Carlo Tavecchio (Ponte Lambro, 13 luglio 1943 – Erba, 28 gennaio 2023) è stato un dirigente sportivo e politico italiano, presidente della Federazione Italiana Giuoco Calcio dall'11 agosto 2014 al 20 novembre 2017.

## Biografia
Diplomato in ragioneria ed ex dirigente bancario presso la Banca di Credito Cooperativo dell'Alta Brianza, all'età di 33 anni si candida a Sindaco nel suo comune di nascita, Ponte Lambro (CO), nelle liste della Democrazia Cristiana. Viene eletto e conserva la carica per quattro mandati elettorali consecutivi, dal 1976 al 1995.
Nel 1974 è tra i fondatori della Polisportiva di Ponte Lambro e, in ambito calcistico, per sedici anni diventa Presidente dell'ASD Pontelambrese, società sportiva dilettantistica che durante la sua gestione arriva a disputare anche il campionato di Prima Categoria. La sua carriera dirigenziale all'interno di Federcalcio inizia con l'incarico di consigliere del Comitato Regionale Lombardia della Lega Nazionale Dilettanti (LND) mantenuto dal 1987 al 1992, diventando poi nei successivi quattro anni vice presidente della LND e venendo eletto nel 1996 al vertice del medesimo Comitato Regionale Lombardia.
Il 29 maggio 1999, a seguito delle dimissioni del suo predecessore Elio Giulivi a causa dell'affaire Rieti - Pomezia, è votato presidente della LND. Dal maggio 2007 diventa vice presidente della Federazione Italiana Giuoco Calcio assumendone la funzione di vice presidente vicario nel 2009.
Durante la sua carriera, Tavecchio è stato anche consulente del Ministero dell’Economia e delle Finanze per le questioni di natura fiscale e tributaria relative all'attività sportiva dilettantistica, nonché componente della commissione ministeriale, presso il Ministero della Salute, per i problemi relativi all'impiantistica nazionale. Inoltre, nel biennio 2002/2004 è stato esperto in materia di calcio dilettantistico e giovanile e ai campi in erba artificiale. Dal 2007, è stato designato dall'UEFA membro effettivo della Commissione per il calcio dilettantistico e giovanile. Scrisse anche un libro per spiegare il calcio ai più piccoli, dedicandolo alla nipote Giorgia, dal titolo «Ti racconto... il calcio».

### Presidente della FIGC
Dopo le dimissioni di Giancarlo Abete nell'estate del 2014, subito dopo l’eliminazione della nazionale ai mondiali in Brasile, Tavecchio si candida alla presidenza della FIGC, forte anche dell'appoggio di diciotto club di Serie A. La sua candidatura perde però consensi per una frase pronunciata il 25 luglio dello stesso anno, durante l'assemblea estiva della Lega Dilettanti, ritenuta offensiva nei confronti dei giocatori extracomunitari. I presidenti di Assocalciatori e Assoallenatori Tommasi e Ulivieri ne mettono in dubbio l'idoneità al ruolo di presidente federale, mentre i Presidenti delle Leghe A, B e Pro Beretta, Abodi e Macalli lo difendono e attenuano la portata delle sue parole.
Il 28 luglio 2014 la FIFA chiede alla FIGC di aprire un'indagine sul caso, interessando anche la propria Task Force contro la discriminazione e ottenendo l'appoggio del funzionario europeo Dennis Abbott. Gli avversari di Tavecchio riesumano anche sue frasi precedenti che suscitano contrasti e polemiche, mentre a loro volta i sostenitori di Tavecchio intervengono in sua difesa. Tra questi Gigi Riva, che ne ricorda l'impegno costante per l'integrazione e la solidarietà, Adriano Galliani, che non condivide l'accusa di razzismo e invita a non dare peso eccessivo ad una frase infelice, Marco Tardelli, secondo cui l'accusa di razzismo è un pretesto che nasconde l'intento di impedirne l'elezione ed Enrico Preziosi, che accusa di falso moralismo chi attacca Tavecchio.
L'11 agosto 2014 Tavecchio viene eletto Presidente della FIGC con il 63,63% dei voti, prevalendo sull'altro candidato Demetrio Albertini.
Sulla frase pronunciata a luglio da Tavecchio si svolgono tre inchieste ai diversi livelli del governo del calcio: quella della FIGC termina il 25 agosto 2014 con l'archiviazione, non avendo il Procuratore federale riscontrato nell'episodio aspetti di rilevanza disciplinare. Il procedimento avviato dall'UEFA si conclude invece il 6 ottobre successivo con la comminatoria di una sospensione per sei mesi di Tavecchio da tutti gli incarichi di rilievo europeo. Il 5 novembre successivo la FIFA estende a livello mondiale la squalifica comminata dall'UEFA.
Sostenuto da Lega A, Lega D, AIAC e AIA, il 6 marzo 2017 viene riconfermato presidente della FIGC con il 54,03% dei voti, prevalendo sull'altro candidato Andrea Abodi (45,97%).
Il 21 aprile dello stesso anno è nominato commissario della Lega Serie A.
Il 20 novembre 2017, a seguito della mancata qualificazione della nazionale italiana al campionato mondiale di calcio 2018, si dimette dal ruolo di presidente della FIGC chiedendo ai componenti del consiglio federale di fare lo stesso ma nessuno dei consiglieri federali si dimetterà dal proprio incarico. Tavecchio rimarrà presidente della FIGC fino all'Assemblea Elettiva del 29 gennaio 2018, che però non riuscirà ad eleggere un nuovo presidente federale. La federazione verrà commissariata dal CONI nelle ore successive: il presidente Giovanni Malagò prese le redini della Lega di Serie A in qualità di commissario, mentre Roberto Fabbricini diventò commissario straordinario della Federcalcio. Tale situazione perdurerà per poco più di nove mesi, fino all’elezione di Gabriele Gravina a presidente della FIGC nell’ottobre dello stesso anno.

### Il ritorno alla LND Lombardia
Il 9 gennaio 2021 a 77 anni diventa presidente della LND Lombardia, il comitato regionale dei dilettanti che aveva guidato fino al 1999.

### Morte
Muore il 28 gennaio 2023, all'età di 79 anni presso l'ospedale di Erba, dove era ricoverato per una polmonite bilaterale. La Federazione Italiana Giuoco Calcio ha disposto un minuto di silenzio in tutti i campi per la giornata seguente.
La salma di Tavecchio riposa nel cimitero di Ponte Lambro.

## Procedimenti giudiziari
Tavecchio (secondo quanto riportato da "Blitz Quotidiano") avrebbe subito le seguenti condanne alla reclusione: nel 1970 4 mesi per falsità in titoli di credito; nel 1994 2 mesi e 28 giorni per evasione fiscale; nel 1996 3 mesi per omesso versamento di contribuzioni previdenziali e assicurativi; nel 1998 3 mesi per omissione o falsità in denunce obbligatorie e 3 mesi per violazione delle norme anti-inquinamento e multe per circa 7.000 euro. Le suddette condanne, che complessivamente ammontano ad una pena di 1 anno, 3 mesi e 28 giorni di reclusione, sarebbero state ostative all'assunzione di ruoli dirigenziali nella FIGC; Tavecchio ha tuttavia chiesto e ottenuto la riabilitazione penale, beneficio che, sulla premessa del ravvedimento del condannato, estingue "ogni effetto penale della condanna", ripristinando in toto la capacità giuridica dell'individuo. L'Autorità nazionale anticorruzione, con parere del 2016, ha confermato che il provvedimento di riabilitazione rende prive di rilevanza, ai fini del conferimento degli incarichi federali, le suddette condanne.

## Controversie
Il 19 novembre 2014, mentre è presidente in carica della FIGC, il Comitato di Presidenza della FIGC della stessa Federazione approva l'acquisto di 20.000 copie del suo libro "Ti racconto... il calcio", per una spesa complessiva di circa 107.000 euro.
Il 10 giugno 2015 vengono perquisiti gli uffici della FIGC, la sua abitazione e quella di Mario Macalli (presidente Lega Pro), mentre Claudio Lotito (presidente della Lazio) viene indagato per tentata estorsione, perché avrebbe fatto avere ad alcune società della Lega Pro dei contributi in cambio dell'appoggio per l'elezione di Mario Macalli a presidente. Tavecchio, ascoltato "in qualità di persona informata dei fatti", e Macalli non risultano indagati.
Nel 2014, Tavecchio presentò una querela per diffamazione contro il titolare del sito agenziacalcio.it per un commento offensivo nei suoi confronti, che il sito non aveva provveduto a rimuovere. Sebbene la sentenza di Cassazione non dia riscontro di una richiesta di rimozione del commento offensivo da parte del ricorrente, afferma tuttavia che l'avvocato e titolare del sito pubblicò un articolo a sua firma dal titolo Chiedere se Tavecchio è stato eletto legalmente è diffamazione, nel quale era presente un collegamento a un certificato penale di Tavecchio, il cui contenuto era  identico a quello inviatogli tramite e-mail dal commentatore. Inoltre l'articolo avrebbe risposto ad un comunicato della FIGC, il cui contenuto non viene precisato.
Nel 2015, la Corte d'Appello di Brescia ha ribaltato una sentenza precedente che aveva assolto il gestore del sito agenziacalcio.it, condannandolo a risarcire Carlo Tavecchio con una somma di 60.000 euro per il reato di diffamazione. Infine, a luglio del 2016, la Corte di cassazione sez. V-Penale ha giudicato infondato il ricorso dei titolari avverso la sentenza di appello, confermando quindi la condanna per diffamazione e la relativa sanzione penale pecuniaria.